# Bergheim (Texas)
Bergheim è una comunità non incorporata degli Stati Uniti d'America situata nella contea di Kendall dello Stato del Texas.
Si trova lungo la State Highway 46 ad est della città di Boerne, il capoluogo della contea di Kendall. Anche se Bergheim è senza giurisdizione, ha un ufficio postale, con il codice di avviamento postale 78004. Fa parte dell'area metropolitana di San Antonio.